# Mikey Dread
Michael George Campbell (né le 4 juin 1954 à Port Antonio en Jamaïque et mort le 15 mars 2008 à Stamford (Connecticut), connu sous le nom de Mikey Dread, est un chanteur, producteur de musique et animateur de télévision jamaïcain. Il est l'un des personnages les plus influents du début de la musique reggae.

## Biographie

### Débuts
Enfant, Campbell montre une aptitude naturelle pour l'ingénierie et l'électronique. En 1976, après avoir quitté l'université, il commence comme ingénieur à la Jamaica Broadcasting Corporation (JBC). Campbell regrette que les playlists de la JBC soient surtout composées de pop étrangère alors qu'à la même période le reggae connait le succès en Jamaïque. Il convainc ses patrons de lui donner sa propre émission, Dread At The Controls, dans laquelle il ne passe que du reggae. Il devient alors l'un des plus populaires programmateurs de la radio, sous le nom de Mikey Dread. Son émission rencontre un large succès mais, à cause de conflits avec sa direction, il est débarqué.
À la même période, Campbell gagne une solide réputation de chanteur et producteur et commence à enregistrer ses propres compositions. Collaborant avec King Tubby et Carlton Patterson, il sort ainsi les albums Dread at the Controls, Evolutionary Rockers et World War III (sur lequel il est backé par les Roots Radics et mixé par Scientist).

### Années 1980
La musique de Campbell attire alors l'attention des musiciens punks britanniques de The Clash, qui l'invitent à venir en Angleterre pour produire leur musique. Dubitatif au départ, il devient bientôt un proche du groupe, produisant le single Bankrobber (en), et chante sur plusieurs titres de leur album Sandinista! sorti en 1980. Mikey Dread participe également à la tournée des Clash à travers la Grande-Bretagne, l'Europe et les États-Unis. Rencontrant un autre public, cela lui permet d'augmenter sa notoriété.
Pendant le début des années 1980, il chante avec le collectif reggae Singers And Players pour le label On-U Sound d'Adrian Sherwood. Dread produit dix titres dub pour UB40 et tourne avec eux en Europe et Scandinavie comme première partie.
Il participe en tant que voix off dans des documentaires sur le reggae, parmi lesquels Rockers Roadshow et Deep Roots Music, un documentaire en six parties réalisés pour Channel 4.
Il enregistre également à cette période The Source (Of Your Divorce) pour Warner Brothers Records USA.
En 1982, il coproduit l'album A New Chapter of Dub du groupe anglais Aswad, album parfois considéré comme la naissance du style dub, avec notamment le morceau Dub Fire, devenu un standard du dub.

### Années 1990

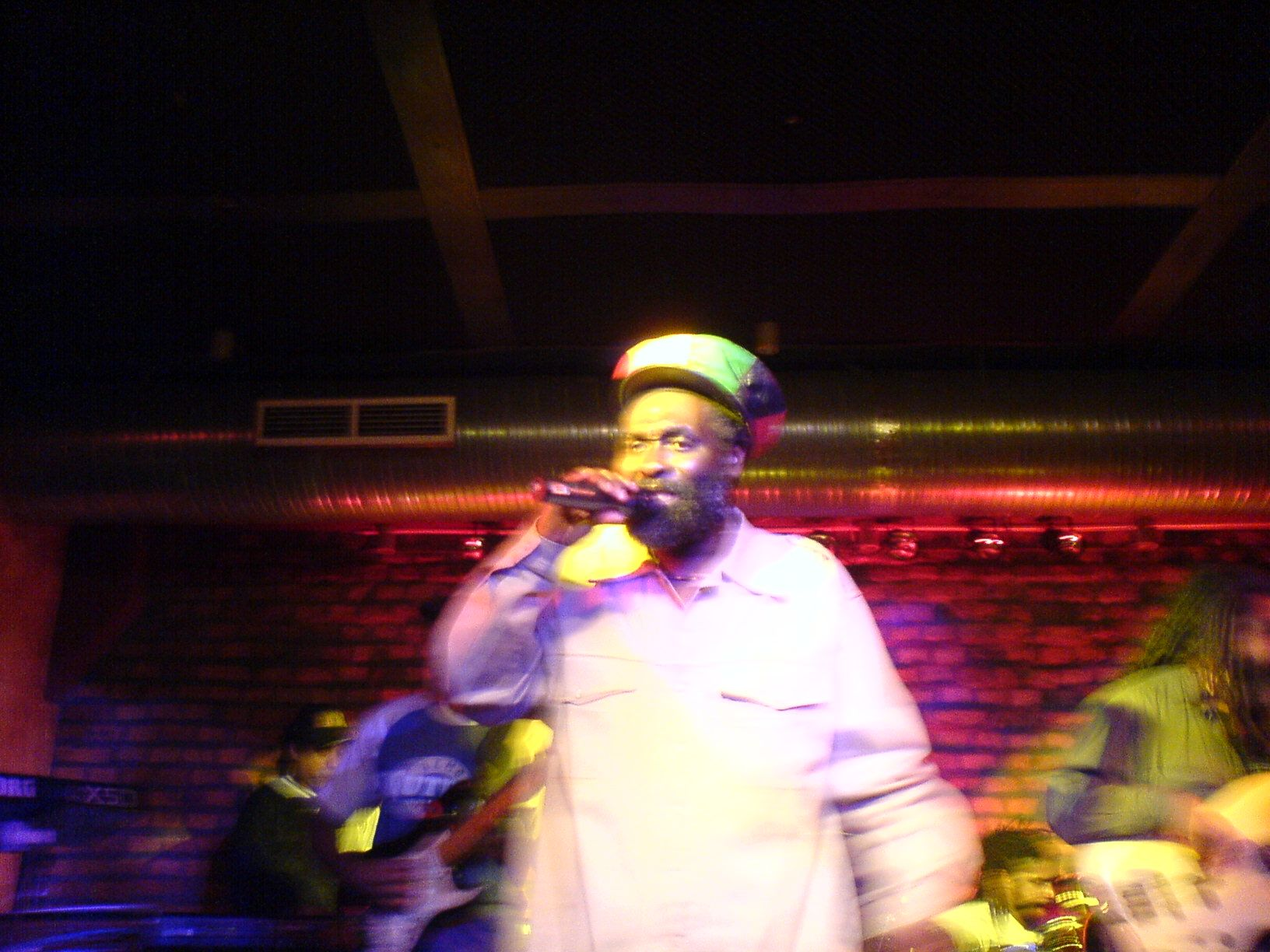
Mikey Dread en 2006

En 1991, Dread enregistre Profile and African Anthem Revisited. Il fait alors une tournée en Europe et aux États-Unis avec Freddie McGregor, Lloyd Parks, We The People Band et les Roots Radics.
En 1992, il collabore avec l'ancien guitariste de Guns N' Roses, Izzy Stradlin, sur le duo Can't Hear 'Em. Il est nommé aux NAIRD awards, un prix du magazine Billboard, pour son travail sur sa compilation sortie en 1990 Mikey Dread's Best Sellers.

## Discographie
- Dread at the Controls (1978, label DATC)
- African Anthem (1979, label Cruise ; Auralux 2004)
- Evolutionary Rockers (1979, label Dread At The Control)
- Dread at the Controls (1979, label Trojan)
- World War III (1981, labels Dread At The Control; Heartbeat 1986; Big Cat)
- S.W.A.L.K. (1982, labels Dread At The Control; Heartbeat)
- Dub Catalogue Volume 1 (1982, label DATC)
- Dub Merchant (1982, label DATC)
- Jungle Signal (1982, label DATC)
- Pave the Way (1984, label Heartbeat)
- Happy Family (1989, label RAS)
- Profile (1991, label RAS)
- African Anthem Revisited (1991, RAS) [Dub album]
- Obsession (1992, label Rykodisc)
- SWALK / ROCKERS VIBRATION (1994, label Heartbeat)
- Dub Party (1995, label ROIR)
- World Tour (2001, label DATC)
- Rasta in Control (2002, label DATC)
- Life Is a stage  (2007, label DATC)